# Alko
Alko – polska, prywatna wytwórnia instrumentów muzycznych, założona w 1965 roku w Bielsku-Białej przez Alfreda Kopoczka.

## Historia
Przed założeniem firmy Alko Kopoczek od lat 50. XX wieku pracował w swoim warsztacie lutniczym .
Alko działała od 1965 roku – w okresie ograniczonej dostępności instrumentów strunowych na krajowym rynku. Przedsiębiorstwo specjalizowało się w produkcji gitar akustycznych, elektrycznych oraz basowych, które – mimo trudnych warunków rynkowych – wyróżniały się oryginalnością konstrukcji i nowatorskimi rozwiązaniami technicznymi. Instrumenty marki Alko cechowała odważna, jak na realia ówczesnej Polski, stylistyka, dzięki czemu zyskały rozpoznawalność i uznanie wśród muzyków poszukujących alternatywy wobec trudnodostępnych wyrobów zagranicznych . Całość produkcji Kopoczka była natychmiast nabywana przez Centralę Handlu Przemysłu Muzycznego.
Działalność Kopoczka kontynuował jego uczeń, Aleksander Benedykt . Ze względu na podeszły wiek i zły stan zdrowia, Kopoczek wynajął mu swoją pracownię, odtąd produkcja była prowadzona pod nazwą Acord. W latach 80. XX wieku pojawił się model Javelin, który zyskał status kultowego i jest obecny na rynku, choć funkcjonuje bardziej jako ciekawostka niż instrument studyjny .

## Modele kolekcjonerskie
- Gitara basowa Alko przypuszczalnie została skonstruowana na przełomie lat 60. i 70. XX wieku. Charakterystyczną cechą był masywny, prostokątny gryf, a konstrukcja odpowiadała estetyce typowej dla okresu PRL. Model zyskał rozpoznawalność dzięki swojemu pojawieniu się w polskiej popkulturze – m.in. w jednym z odcinków serialu Czterdziestolatek, w którym inżynier Stefan Karwowski, poszukując swojej córki, trafia na próbę orkiestry mandolinowej. Dyrygentkę orkiestry zagrała Krystyna Feldman, a basista, występujący w tej scenie, używa modelu basowego Alko[4] .
- Alko 3 pu semi-acoustic
- Alko Spanish (gitara hiszpańska)[5]
- Gitara hawajska (lap steel) z 1969 roku wykonana prawdopodobnie przez Alko z drewna klonowego, a jego podstrunnica pokryta jest celuloidem. W modelu dokonano kilku modyfikacji technicznych: wymieniono siodełko szyjki, klucze (maszynki), potencjometry oraz gniazdo wyjściowe[2] .
- Alko 2[6]